# Johannes Brenz
Johannes Brenz (latinosan Brentius), Szinnyeinél Brentius János (Weil der Stadt, 1499. június 24. – Stuttgart, 1570. szeptember 11.) német teológus, reformátor.

## Élete
Heidelbergben tanult, majd ugyanott bölcsészeti és filozófiai előadásokat tartott. 1518 áprilisában egy heidelbergi vita során ismerkedett meg Luther Mártonnal, akinek a hatása alá került. 1522-ben eretnekség miatt vád alá akarták helyezni, de  Brenz elmenekült, és lelkészként szolgált Schwäbisch Hallban. Reformátori tevékenységét 1524-től Johann Isenmann plébános is támogatta. A német parasztháború során helytelenítette a parasztok túlkapásait, kegyelemért folyamodott a legyőzöttek számára.
Széles ismertségre tett szert 1525-ben a Syngramma Suevicum című művével, amelyben Oecolampadiust támadta, és amelyben azt állította, hogy Krisztus teste és vére valósággal jelen vannak a szentségekben. 1528-ban katekizmust írt az ifjúság számára. 1529 októberében részt vett a marburgi kollokviumon, és a következő évben az ágostai birodalmi gyűlésen. Támogatta Philipp Melanchthont, de elutasította az egyezséget Ulrich Zwingli tanainak követőivel. 1532-ben részt vett a brandenburgi és nürnbergi egyházi szabályzatok kialakításában. 1535-ben Ulrich württembergi herceg egyházi tanácsadójává nevezte ki. 1537-ben megreformálta a tübingeni egyetemet.
1538-ban visszatért Schwäbisch Hallba. Lelkészi szolgálata mellett számos bibliamagyarázatot írt. Noha Lipcsében, Tübingenben és Strassbourgban is kínáltak neki állást, ezeket mind elutasította. Hosszú időn át ellenezte Scwäbisch Hall csatlakozását a schmalkaldeni szövetséghez, mivel elfogadhatatlannak tartotta a kormányzó hatalommal való szembefordulást. Idővel azonban nézetei megváltoztak, és a császár ellen fordult. Amikor 1546-ban V. Károly német-római császár a városba érkezett, Brenz elmenekült, de 1547-ben visszatért. Granvella császári kancellár megadásra szólította fel, ezért 1548-ban ismét elmenekült, és Ulrich herceg hohenwittlingeni kastélyában rejtőzött el. Joannes Witlingius írta meg magyarázatait a 93. és 103. zsoltárról. Mivel a császár mindenütt kerestette, Brenz Bázelbe utazott. Itt írta meg Ézsaiás prófáciáiról szóló írását. 1549-ben, felesége halála miatt visszatért városába, hogy gyermekeiről gondoskodjon. Ezt követően ismét a herceg rejtette el, ezúttal hornbergi kastélyában, ahol tizennyolc hónapig élt Huldrich Engster (Encaustius) néven.
Ulrich herceg halála után Brenzet felkérték, hogy dolgozza ki a württembergi hitvallást a tridenti zsinat számára. 1552-ben három teológus társaságában a zsinatra utazott, hogy megvédje a hitvallást. A továbbiakban a stuttgarti székesegyházban szolgált, és élethossziglan hercegi tanácsadóvá nevezték ki. Kiemelkedő szerepe volt a württembergi egyházi élet és oktatás megszervezésében. Kapcsolatban állt a valdensekkel és a francia protestánsokkal, és rokonszenvezett a bajor és osztrák protestánsokkal.
Magyarországon megjelent művei: 
- Epistola Ioan. Brentii de verbis Domini, Hoc est corpus mevm, opinionem hostium sacramenti coenae refellens. Colosvarini: Heltus et Hoffgreff, 1550
- Catechismus. Coronae: Wagner, 1555

## Emlékezete
- Nádas Péter Az élet sója című művében állított emléket munkásságának